# Caringin (Cijati)
Caringin is een bestuurslaag in het regentschap Cianjur van de provincie West-Java, Indonesië. Caringin telt 2326 inwoners (volkstelling 2010).